# Lapozgatós játékkönyv
A lapozgatós játékkönyv egyfajta egyszemélyes szerepjáték. A hagyományos regényekkel ellentétben a könyvet nem lineárisan kell olvasni, hanem előre-hátra lapozgatva, a könyv utasításának vagy a véletlen (például kockadobás) hatásának megfelelően. Az ilyen könyvek általában rövid bekezdéscsoportokból álló számozott fejezetecskékre vannak osztva, a fejezetek végén – a játékos választásától, a kockadobás eredményétől illetve a történet menetétől függően – utasításokkal, hogy melyik számú fejezethez kell továbblapozni (az egymás utáni fejezetek nem sorrendben követik egymást, hanem össze vannak keverve – hogy a játékos/olvasó ne tudja, vagy nehezebben tudja kitalálni a cselekmény végét addig, míg oda nem ér a cselekményben, és így a játékélmény ne romoljon el. Így általában sok-sok oldalon át kell lapoz(gat)ni, míg a soron következő fejezethez érünk – innen a név. 
Legismertebb közülük két angol szerző, Steve Jackson és Ian Livingstone Fighting Fantasy sorozata (magyarul Kaland Játék Kockázat vagy Fantázia Harcos néven ismert). Az 1989-es magyar kiadás után itthon is népszerű lett, több követője is akadt.
A Fighting Fantasy sorozatban megjelent kötetek listája: Fighting Fantasy.

## Magyarországon kiadott lapozgatós könyvek

### Önálló kötetek
- Crag Hatchet: A sárkányvár titka. Budapest, Alabárd, 1989
- Szlobodnik Gábor: A bizonytalanság börtönében. Miskolc, Szlobodnik Gábor, 2009 (illusztrálta: Scholtz Róbert)
- Kardos Péter, Nyári Gábor: Cigánylabirintus. Budapest, Jonathan Miller, 2004 (illusztrálta: Stark Attila)
- Kardos Péter, Nyári Gábor: Szabad Nép. Budapest, Jonathan Miller, 2006
- Les R. Key, Vérvonal

### Sorozatok
Fantasy Kalandjáték
1. Tihor Miklós, Mazán Zsolt: A sárkány háborúja. Budapest, LSI, 1989 (illusztrálta: Lexa Klára)
2. Mazán Zsolt, Tihor Miklós: Kard és mágia. Kultúrprofil Kisszövetkezet, 1991 (illusztrálta: Lexa Klára)

Angus Dewer
1. Mark Evans: Riveti utcák. 1992 (illusztrálta: Németh István)
2. Mark Evans: Sziklatorony. 1993 (illusztrálta: Németh István)

Vindgardia Hősei
1. Takács László, Szlobodnik Gábor: A Végzet Prófétái. Miskolc, Szlobodnik Gábor, 2020 (illusztrálta: Juhász Ernő)
2. Manninger Barnabás, Szlobodnik Gábor: Karavánkísérők (Benne: A Háromszemű visszatérése). Miskolc, Szlobodnik Gábor, 2021 (illusztrálta: Juhász Ernő)

Vindgardia Árnyai
1. Mannász Viktor: Gyíkbőrben. Miskolc, Szlobodnik Gábor, 2023 (illusztrálta: Juhász Ernő, Szendrei Tibor)

Távoli Világok Krónikái
1. Valló Gábor: Viszályok ideje. Miskolc, Szlobodnik Gábor, 2022 (illusztrálta: Szabó Csaba)
2. Czicza Ádám: A Bíbor Úrnő árulása. Miskolc, Szlobodnik Gábor, 2025 (illusztrálta: Szabó Csaba)

Akció és kaland
1. Mark Acres: Vietnami tombolás. Debrecen, Hajja & Fiai, 1991

Csillagpróba
1. Christopher Black: Az elvarázsolt űr-kastély. Budapest, Móra, 1990 (illusztrálta: Maelo Cintron)
2. Christopher Black: A végzet útvesztői. Budapest, Móra, 1990 (illusztrálta: Maelo Cintron)
3. Christopher Black: A Titokzatos Zóna. In Robur 14., Budapest, Móra, 1986 (illusztrálta: Gábor József)

Fantázia harcos, lásd Fighting Fantasy
Harcos képzelet, lásd Kaland Játék Izgalom
Időgép-regény
1. Jim Gasperini: A lovagok titka. Budapest, Móra, 1989 (illusztrálta: Richard Hescox)
2. David Bischoff: A sárkánygyíkok nyomában. Budapest, Móra, 1990 (illusztrálta: Doug Henderson, Alex Nino)
3. Michael Reaves, Steve Perry: A szamuráj kardja. Budapest, Móra, 1991 (illusztrálta: Richard Hescox)
4. Steve Perry: A polgárháború titkos ügynöke. Budapest, Móra, 1992 (illusztrálta: Alex Nino)

Kaland játék varázslat, lásd Fighting Fantasy
Kaland, játék, kockázat, lásd Fighting Fantasy
Kaland, játék, paródia
1. Gordon Fletcher: A tök(él)etlen katona. Budapest, Új Vénusz, 1993 (illusztrálta: Lesli Gall)
2. Gordon Fletcher: A tök(él)etlen katona 2. Budapest, Új Vénusz, 1993 (illusztrálta: Lesli Gall)

Kaland, játék, szerelem
1. Pamela Chester: A szerelem útvesztői. Szeged, Szukits, 1993 (illusztrálta: Zubály Sándor)

Magányos farkas
1. Joe Dever: Menekülés a Sötétségből. Budapest, Totem Könyvkiadó, 1993 (illusztrálta: Gary Chalk)

Nintendo, játék az erővel
1. Clyde Bosco: Dupla gubanc. Budapest, Rakéta, 1992
2. Clyde Bosco: A nyúlkirály. Budapest, Rakéta, 1992
3. Bill McCay: A nagy kavarodás. Budapest, Rakéta, 1992

Nyomkereső
1. Allen Sharp: Sherlock Holmes megoldatlan esete. Budapest, Rakéta, 1990
2. Allen Sharp: Rettegés a negyedik dimenzióban. Budapest, Rakéta, 1990
3. Allen Sharp: Vér ezredes összeesküvése. Budapest, Rakéta, 1990

Száguldó harcos
1. Joe Dever: Kaliforniai Visszaszámlálás. Budapest, Új Vénusz, 1992 (illusztrálta: Brian Williams)

Űrkaland játékkönyvek
1. Nemes István: Csillagharcos. Debrecen, Cherubion, 2000 (illusztrálta: Vass Richárd)

Western Kalandjáték
1. Jack O'Brian: A rettegés városa. Budapest, Happyland, 1991

Fantasy-Játék-Könyv
1. Ian Borouge: Ahol a Gonosz lakik. Debrecen, Kherion '97, 2000

Kalandos küldetés
1. John Townsend: Veszélyben a hegyi folyó
2. John Townsend: Irány a Föld mélye!
3. John Townsend: Mélytengeri vészhelyzet
4. Dan Green: A titkos recept
5. John Farndon: A feltalálók futama
6. John Townsend: A hegyvidéki rém nyomában
7. Dan Green: A kocka mentőakciója
8. Timothy Knapman: A lovagi viadal
9. Clive Gifford: A robotok lázadása
10. Dan Green: Zűr az űrben
11. Timothy Knapman: A Minótaurosz labirintusa
12. James Floyd Kelly: Győzd le a programot
13. David Glover: A kalózok barlangja
14. David Glover: A talányok bolygója
15. Timothy Knapman: A római császár nyomában
16. Dan Green: Az Amazonas titka
17. David Glover: A rejtélyek múzeuma
18. David Glover: Az útvesztők háza
19. Timothy Knapman: A titkok kamrája
20. Dan Green: Hajsza a vidámparkban

M.A.G.U.S.
1. Indira Myles: A Viharfaló titka
2. Shane Carrson: Kígyófészek
3. Nagy Dániel: A kincses térkép

Star Wars
1. A klónok háborúja – A Jedi útja
2. A klónok háborúja – Az elveszett légió

Egy lány
1. Egy lány belép a bárba
2. Egy lány beállít az esküvőre

## Magyar lapozgatós játékkönyv oldalak
- Online bővíthető lapozgatós játékkönyv
- Magyar Kaland Játék Kockázat könyvek PDF-ben